# Guiraudo lo Ros
Guiraudo(n) lo Ros, o Guiraut lo Ros o Guiraudet le Roux o Giraudon lo(u) Roulx o lo(u) Roulz (che significa "persona dai capelli rossi" o "il biondo"), italianizzato in Giraldone o Giraldo il Rosso (fl. XII-XIII secolo), è stato un trovatore originario di Tolosa, nato da una famiglia povera di rango cavalleresco.
Secondo la sua vida è stato alla corte di un certo signore, chiamato Conte Alfonso, probabilmente un riferimento ad Alfonso Giordano o a suo figlio, un altro Alfonso. Alla corte ebbe una relazione con la figlia di Alfonso, la cui esperienza gli insegnò come comporre canzoni.
Della sua opera restano soltanto otto canzoni (sette cansos e un partimen), tra cui il componimento più noto è En greu pantais.